# 의정부 노강서원
의정부 노강서원(議政府 鷺江書院)은 대한민국 경기도 의정부시 장암동에 있는 서원이다. 1977년 10월 13일 경기도의 기념물 제41호로 지정되었다.
1695년 문렬공 박태보(文烈公 朴泰輔)를 모시기 위해 경기도 과천군의 노강(鷺江, 현 서울 노량진)에 충렬사(忠烈祠)로 지어져 1697년 사액을 처음 받았다. 1791년 노강서원으로 승격되면서 다시 사액을 받았다.
서원 철폐령을 거치고 한국전쟁 때 파손되었고, 1969년 현재 위치인 의정부시에 복원하였다.

## 개요
조선 숙종 때 문신인 박태보(1654∼1689)의 학문과 덕행을 추모하기 위해 세운 서원이다.
박태보는 호남 암행어사, 파주 목사 등의 벼슬을 역임하였고 인현왕후의 폐위를 반대하는 상소를 올렸다가 심한 고문을 받고 진도로 유배가는 도중 죽었다. 학문에도 깊고 성품도 강직한 분으로 알려졌으며 죽은 뒤에 이조판서로 추증되었고, 文烈이라는 시호를 받았다.
숙종 21년(1695)에 세운 이 서원은 숙종 27년(1701)에 국가에서 인정한 사액서원으로 ‘노강’이라는 이름을 받았다. 원래는 서울 노량진에 세웠으나 한국전쟁으로 소실되었고 1968년 지금 있는 자리로 옮겨 복원한 것이다. 흥선대원군의 서원철폐령에도 폐쇄되지 않은 47개 서원 중 하나이다.
경내 건물로는 사당, 동재·서재, 고직사 등과 출입문이 있으며 교육장소로 사용되는 강당은 따로 두지 않았다. 사당은 박태보의 위패를 모시고 있는 건물로 앞면 3칸·옆면 2칸 규모이다. 지붕은 옆면에서 볼 때 사람 인(人)자 모양인 맞배지붕으로 꾸몄으며, 각 칸에는 4짝으로 이루어진 문을 달았다. 지붕 처마를 받치기 위해 장식하여 만든 공포는 새 날개 모양의 익공 양식을 사용하였는데 가운데 칸에 용머리를 첨가하였다. 동·서재는 온돌방으로 꾸며 유생들이 공부하면서 기거하는 건물이다. 앞면 3칸·옆면 1칸 규모로 앞에는 툇마루를 두었다.
해마다 3월과 9월에 제사를 지내고 있다.

## 같이 보기
- 박태보

## 참고 자료
- 노강서원 - 국가유산청 국가유산포털
- 노강서원(鷺江書院) - 한국서원연합회